# Robot Chicken
Robot Chicken (trad. litt. : « poulet robot ») est une série télévisée américaine produite en stop motion créée et produite en 2005 par Seth Green et Matthew Senreich en collaboration avec Doug Goldstein (en) et Tom Root, diffusée sur Adult Swim. Dans la version originale, Green double les voix des personnages. Senreich, Goldstein et Root étaient les anciens rédacteurs au magazine ToyFare (en). L'accueil de  la série est plutôt positif et elle tient sa place dans la culture populaire. L'émission a également été récompensée d'un Annie Award et de quatre Emmy Awards.
En France, les saisons 1 à 5 étaient diffusées depuis février 2010 sur la chaîne en ligne Canal Street (détenue par Canal+) et de janvier 2011 jusqu'à 2014 sur MCM. Elle a fait son retour le 24 juillet 2019 sur Toonami dans la case [adult swim], proposée le soir de 23h à 2h du matin, qui diffusera d'ailleurs en version française les saisons 6 à 9 inédites. Au Québec, la série est diffusée sur Télétoon depuis le 5 septembre 2013, dans le bloc de programmation Télétoon la nuit,.

## Genre et création

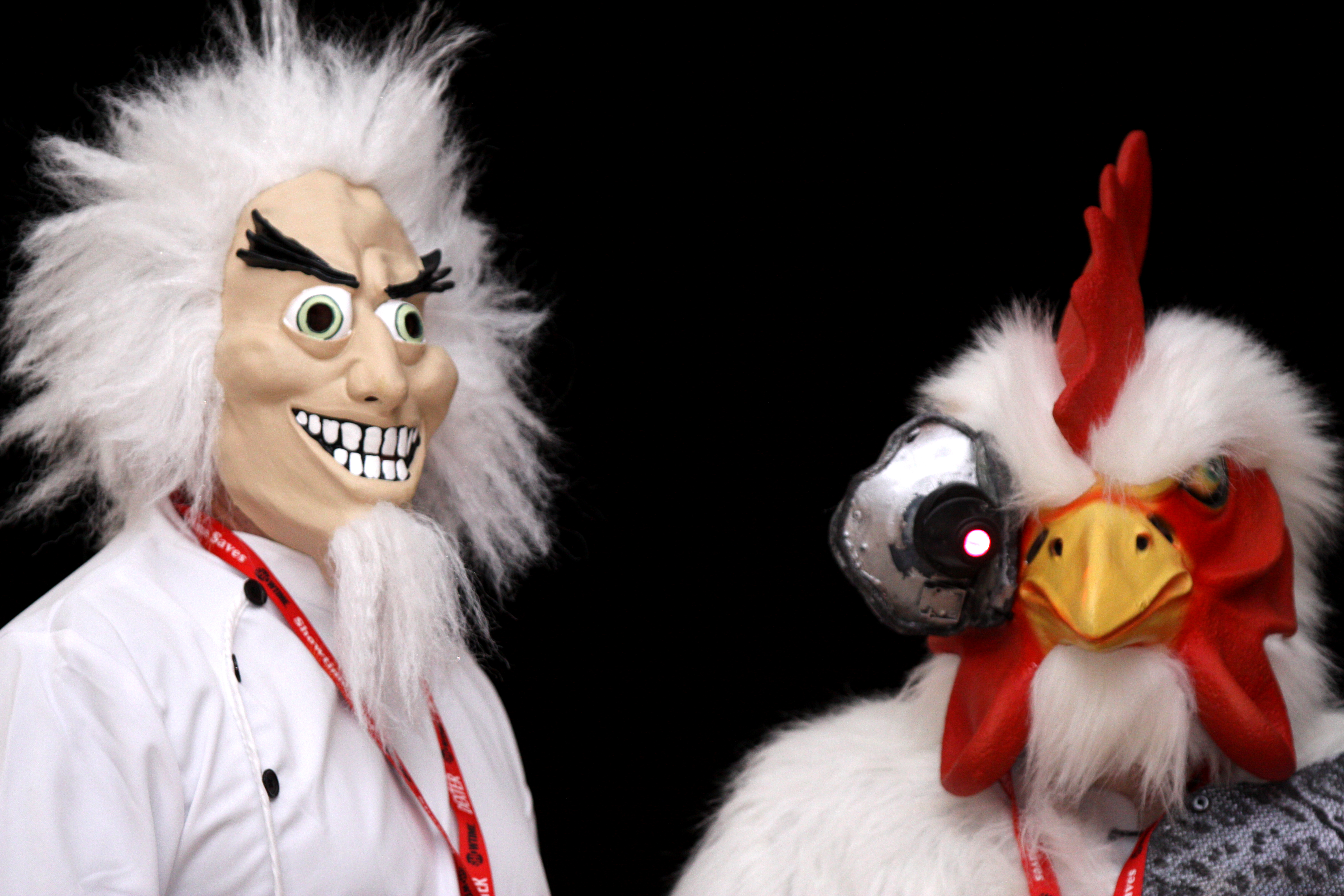
Costumes du savant fou et du poulet robot, personnages emblématiques du générique d'ouverture de la série.

Seth Green et Matthew Senreich sont les créateurs et les producteurs exécutifs de la série. Ils font aussi partie de l'équipe de scénaristes et ont mis en scène plusieurs épisodes. Seth Green double aussi plusieurs personnages de la série. Robot Chicken est une émission composée de sketches parodiant de nombreux aspects de la culture populaire américaine. Jouets, figurines, poupées, etc., sont utilisés pour produire les épisodes, animés en stop-motion. Les poupées Mego, en particulier, sont utilisées en grand nombre à cause de leurs visages détaillés, du large choix de poupées basées sur des personnages de séries télévisées ou de film, mais aussi en référence à d'autres parodies dont s'est inspirée la série, telles que le Twisted Toyfare Theater (à l'origine Twisted Mego Theater) publié dans le magazine ToyFare (en) à la fin des années 1990.
Le nom de l'émission est basé sur un plat proposé dans un restaurant chinois localisé à West Hollywood, nommé le Kung Pao Bistro, dans lequel Green et Senreich ont auparavant mangé, avant que la série ne soit originellement intitulée Junk in the Trunk. Sweet J Presents était la série originale créée par le site Internet Sony screenblast.com en 2001. L'émission a été créée, écrite et produite par Green et Senreich. L'émission s'est terminée en 12 épisodes et a été rediffusée sur Adult Swim, chaîne sœur de Cartoon Network, en 2005 sous le titre de Robot Chicken. Dans la version originale du premier épisode (Conan's Big Fun), Conan O'Brien ne double pas sa propre voix ; elle a été remplacée par celle de Seth MacFarlane. En 2007, Robot Chicken est l'émission la plus regardée sur Adult Swim et la seconde émission la plus regardée après Les Griffin.

## Générique d'ouverture
L'aspect déstructuré de chaque épisode est justifié par le générique d'ouverture. Robot Chicken (le « poulet robot ») est un poulet ordinaire qui, après avoir été écrasé par une voiture en traversant une route, est transformé en cyborg par un savant fou nommé Fritz Huhnmorder (« Hühnermörder » signifie « tueur de poulet » en allemand). Ce savant force le poulet ainsi transformé à regarder un grand nombre d'émissions télévisées en l'attachant à une chaise face à un mur d'écrans, en référence à la méthode Ludovico dans le film Orange mécanique (dans l'épisode 1987, Michael Ian Black affirme que cette séquence est faite pour montrer au spectateur qu'il est comme le poulet, forcé à regarder les sketchs). Ce sont en fait les émissions regardées par le poulet qui composent la série.
La chanson du thème a été composée et enregistrée par Les Claypool de Primus qui chante les seules paroles de la chanson : It's alive! (une référence au film Frankenstein). La chanson présente à la fin de chaque épisode est un extrait de The Gonk, popularisé par le film Dawn of the Dead de George A. Romero et gloussé par une chorale de poulets.

## Épisodes
L'émission est diffusée pour la première fois le samedi 20 février 2005 sur Adult Swim aux États-Unis. Elle est produite par les studios Stoop!d Monkey, ShadowMachine Films (2005-2012), Williams Street et Sony Pictures Digital (2005-2012), et est en actuelle diffusion sur la chaîne télévisée Adult Swim aux États-Unis. Hors des frontières, la série est diffusée sur FX au Royaume-Uni et en Irlande, sur Télétoon au Canada, sur The Comedy Channel en Australie et sur 2x2's Adult Swim en Russie. En France, les saisons 1 à 5 ont été diffusées depuis février 2010 sur la chaîne en ligne Canal Street et de janvier 2011 à 2014 sur MCM. Actuellement, Robot Chicken est diffusée dans la case [adult swim] sur Warner TV Next. Au Québec, la série est diffusée sur Télétoon depuis le 5 septembre 2013, dans sa case horaire Télétoon la nuit,.
L'émission est notamment connue pour son langage familier et sa violence ; aux États-Unis, elle a été classée TV-MA (interdit aux moins de 17 ans). La plupart des sketchs exposés dans Sweet J ont été rediffusés dans Robot Chicken. La série est renouvelée avec une troisième saison de 20 épisodes, initialement diffusée entre le 1er août 2007 et le 28 septembre 2008. Par la suite, elle se renouvelle en une quatrième saison, initialement diffusée du 7 décembre 2008 jusqu'au 20 septembre 2009. Au début 2010, l'émission est renouvelée en une cinquième et sixième saisons (40 nouveaux épisodes au total). La cinquième saison a été diffusée à partir du 10 décembre 2010. Le deuxième groupe d'épisodes a été diffusé en octobre 2011. Le centième épisode a été diffusé le 15 janvier 2012. En mai 2012, Adult Swim annonce une sixième saison de Robot Chicken à partir de septembre 2012. En France, l'émission est déconseillée aux moins de 10, 12 ou 16 ans en fonction des sketchs.

## Distribution

### Voix originales
- Seth Green
- Dan Milano
- Breckin Meyer
- Chad Morgan
- Adam Talbot
- Matthew Senreich
- Donald Faison
- Lex Lang
- Debi Derryberry
- Katherine Langford
- Harland Williams
- David Herman
- Scott Grimes
- Natasha Leggero (en)
- Hugh Dancy

### Voix françaises
La version française de Robot Chicken est réalisée au studio Chinkel Belgique.

#### Saison 1
- Mathieu Moreau
- Alessandro Bevilacqua
- Marie-Line Landerwijn
- Romain Barbieux
- Jean-Michel Vovk
- Catherine Conet
- Pierre Lognay
- David Manet
- Émilie Guillaume

- Direction artistique : Marie-Line Landerwijn
- Adaptation :
  - Régis Écosse (épisodes 1, 8, 16)
  - Hélène Monsche (épisodes 2, 3, 15, 18)
  - Didier Duclos (épisodes 4, 6, 9, 14, 17, 19, 20)
  - Émilie Barbier (épisodes 5, 10 à 13)
  - Stéphane Guissant (épisode 7)

#### Saison 2
- Mathieu Moreau
- Alessandro Bevilacqua
- Marie-Line Landerwijn
- Romain Barbieux
- Jean-Michel Vovk
- Catherine Conet
- Pierre Lognay
- David Manet
- Aurélien Ringelheim
- Cathy Boquet

- Direction artistique : Marie-Line Landerwijn
- Adaptation :
  - Didier Duclos (épisodes 1, 3, 4, 6, 7, 8, 15, 16, 17, 19)
  - Xavier Hussenet (épisodes 2 et 5)
  - Stéphane Guissant (épisodes 9 et 10)
  - Émilie Barbier (épisodes 11 à 14, 18, 20)

#### Saison 3
- Mathieu Moreau
- Alessandro Bevilacqua
- Marie-Line Landerwijn
- Romain Barbieux
- Jean-Michel Vovk
- Catherine Conet
- Pierre Lognay
- David Manet
- Thierry Janssen

- Direction artistique : Marie-Line Landerwijn
- Adaptation :
  - Marie Fuchez (épisodes 1, 2, 4, 5, 9, 11 à 14)
  - Didier Duclos (épisodes 3, 6, 7, 8, 10, 15)
  - Émeline Bruley (épisodes 16 à 20)

#### Saison 4
- Mathieu Moreau
- Alessandro Bevilacqua
- Marie-Line Landerwyn
- Romain Barbieux
- Jean-Michel Vovk
- Catherine Conet
- Pierre Lognay
- David Manet

- Direction artistique : Marie-Line Landerwijn
- Adaptation :
  - Émeline Bruley (épisodes 1, 2, 5 à 8, 14, 15, 18)
  - Didier Duclos (épisodes 3, 4, 9 à 13, 16, 17, 19, 20)

#### Saison 5
- Jennifer Baré
- Maxime Donnay
- Pierre Lognay
- Benoît Van Dorslaer
- Ronald Beurms
- Géraldine Frippiat
- Nicolas Matthys
- Jean-Michel Vovk
- Catherine Conet
- David Manet

- Direction artistique : Marie-Line Landerwijn
- Adaptation :
  - Marie Fuchez (épisodes 1, 2, 3, 8, 10, 13, 14)
  - Émeline Bruley (épisodes 4, 5, 7, 9, 11, 15, 17, 20)
  - Julie Berlin-Sémon (épisodes 6, 12, 16, 18, 19)

#### Saison 6
- Bruno Georis
- Jean-Paul Clerbois
- Laurent Bonnet
- Patrick Brüll
- Bernadette Mouzon
- Michel Hinderyckx
- David Manet
- Francine Laffineuse
- Émilie Guillaume
- Véronique Biefnot
- Robert Dubois
- Philippe Résimont
- Célia Torrens
- Franck Dacquin
- Tony Beck
- Maxime Donnay
- Claire Tefnin
- Benoît Grimmiaux
- Gauthier de Fauconval
- Jean-Marc Delhausse

- Direction artistique : Véronique Biefnot
- Adaptation :
  - Émeline Bruley (épisodes 1, 7, 11, 15, 19)
  - Thibault Codevelle (épisodes 2, 5, 9, 13, 17)
  - Louise Fudym (épisodes 3, 8, 12, 16, 20)
  - Dina Milosevic (épisodes 4, 6, 10, 14, 18)

#### Saison 7
- Bruno Georis
- Jean-Paul Clerbois
- Laurent Bonnet
- Patrick Brüll
- Bernadette Mouzon
- Michel Hinderyckx
- David Manet
- Francine Laffineuse
- Émilie Guillaume
- Véronique Biefnot
- Robert Dubois
- Philippe Résimont
- Célia Torrens
- Franck Dacquin
- Tony Beck
- Maxime Donnay
- Claire Tefnin
- Benoît Grimmiaux
- Gauthier de Fauconval
- Jean-Marc Delhausse
- Fabienne Loriaux

- Direction artistique : Véronique Biefnot
- Adaptation :
  - Dina Milosevic (épisodes 1, 5, 9, 13, 17)
  - Émeline Bruley (épisodes 2, 6, 10, 14, 15)
  - Louise Fudym (épisodes 3, 7, 11, 18, 19)
  - Thibault Codevelle (épisodes 4, 8, 12, 16, 20)

### Voix québécoises
La version québécoise de Robot Chicken est réalisée au studio SPR Audio Postproduction du Québec.
- Hugolin Chevrette
- Sébastien René
- Éveline Gélinas
- Yves Soutière
- Jean-François Beaupré
- Catherine Bonneau
- Stéfanie Dolan
- Xavier Dolan-Tadros
- Xavier Morin-Lefort
- Gabriel Lessard
- Stéphane Rivard
- Aline Pinsonneault
- Josée Deschênes
- Marika Lhoumeau
- Louis-Philippe Berthiaume
- Geneviève Désilets
- Maxime Desjardins
- Lucien Bergeron
- Renaud Paradis
- Gilbert Lachance
- Eloisa Cervantes
- Manon Arsenault
- Guillaume Champoux
- Kevin Houle
- Philippe Martin
- Pierre Chagnon
- Daniel Picard
- Sébastien Dhavernas
- François Godin
- Véronique Claveau
- Émilie Bibeau
- Rachel Graton
- Catherine Brunet
- Denys Paris
- Paul Sarrasin
- Nicholas Savard L'Herbier
- Frédéric Paquet
- Karine Vanasse
- Karine Gonthier-Hyndman
- François Trudel
- François Sasseville
- Christian Perrault
- François-Simon Poirier
- Johanne Garneau
- Pascale Montreuil
- Véronique Marchand
- Sébastien Reding
- Martin Watier

- Direction artistique : Julie Burroughs
- Adaptation : Benoît Rousseau

## Récompenses
- Emmy Award (2006) : Récompense pour la « meilleure animation individuelle », décernée à Sarah E. Meyer pour l'épisode Easter Chicken[9]
- Trois Annie Awards[10]